# Carlos Orozco Castro
Carlos Orozco Castro (San José, 1887-1967) fue un abogado, escritor y político costarricense. También fue el primer presidente del Tribunal Supremo de Elecciones de Costa Rica.

## Formación académica
Se graduó de licenciado en Leyes en la Escuela de Derecho de Costa Rica. 

## Cargos públicos
Fue regidor municipal de la ciudad de San José de 1916 a 1917, Encargado de Negocios de Costa Rica en España (1924) y miembro de la primera Junta Directiva de la Caja Costarricense de Seguro Social (1942). En 1949 fue elegido como primer Presidente del Tribunal Supremo de Elecciones de Costa Rica, cargo que desempeñó con acierto y honor durante varios años. 

## Actividad intelectual
Ingresó a la Academia Costarricense de la Lengua en 1951 y ocupó la Silla F, vacante por el fallecimiento del historiador don Ricardo Fernández Guardia.
Escribió varias obras de teatro: Del río de sangre, Ya no iré a tu casa, El caballero del guante gris, Locusta y El embrujo de la tierra. Publicó además artículos periodísticos y dirigió los periódicos El Debate y El Centinela. 